# Міста Французької Гвіани
Місцевості Французької Гвіани.
У Французькій Гвіані налічується 16 міст із населенням більше 1 тисячі осіб. Столиця має населення понад 50 тисяч мешканців, 3 міста - від 25 до 50 тисяч, 2 міста від 10 до 25 тисяч, решта 10 міст - від 1 до 10 тисяч. 
| Назва               | Населення (2010) |
| ------------------- | ---------------- |
| Каєнна              | 55 763           |
| Сен-Лоран-дю-Мароні | 38 367           |
| Матурі              | 28 110           |
| Куру                | 25 189           |
| Ремір-Монжолі       | 19 279           |
| Макур'я             | 13 019           |